# Ylipäänsaari (ö i Östra Lappland)
Ylipäänsaari är en halvö i Finland. Den ligger i sjön Viksjärvi och i kommunen Salla i den ekonomiska regionen  Östra Lapplands ekonomiska region  och landskapet Lappland, i den nordöstra delen av landet, 700 km norr om huvudstaden Helsingfors.